# Gardinia boliviensis
Gardinia boliviensis là một loài bướm đêm thuộc phân họ Arctiinae, họ Erebidae.